# Bridgewater Township, New Jersey
Bridgewater Township är en ort i Somerset County i delstaten New Jersey, USA.